# Francisco Rabago
Francisco Rábago (Guadalajara, Jalisco; 4 de octubre de 2000) es un futbolista mexicano, juega como Defensa y su equipo actual son los Leones Negros de la Liga de Expansión MX.

## Trayectoria
Formación en Leones Negros de la U. de G. y Atlas Fútbol Club
Empezó primero en la sub-13 del Atlas, aunque 4 años después ingresa a las básicas de los Leones Negros de la UdG.
Debutó primero en copa el 16 de enero de 2019 ante los Pumas de la UNAM.
Dos meses después del mismo año debutaría en la Liga de Ascenso MX en un partido frente a Mineros de Zacatecas.
Para el Clausura 2025, Rábago termina saliendo campeón con el equipo melenudo.

## Palmarés

### Títulos nacionales
| Título               | Club          | País   | Año    |
| -------------------- | ------------- | ------ | ------ |
| Liga de Expansión MX | Leones Negros | México | C-2025 |